# Хидроксид
Хидроксиди су једињења типа  која дисоцијацијом дају хидроксидне јоне. Хидроксиди могу да буду базни или амфотерни. Хидроксид је исто тако диатомски анјон са хемијском формулом OH−. Хидроксид се састоји од атома кисеоника и водоника које држи заједно ковалентна веза, и носи негативан електрични набој. Овај јон је важан, али обично незнатно заступљени састојак воде. Он функционише као база, лиганд, нуклеофил и катализатор. Хидроксидни јон формира соли, од којих неке дисоцирају у воденом раствору, ослобађајући солватиране хидроксидне јоне. Натријум хидроксид је хемијска супстанца која се производи у количинама од више милиона тона годишње. Хидроксид везан за снажно електропозитивни центар може и сам да се јонизује, ослобађајући водонични катјон (H+), чинећи матично једињење киселином.
Кореспондирајуће електрично неутрално једињење HO• је хидроксилни радикал. Кореспондирајућа ковалентно везана група – атома је хидроксилна група. Хидроксидни јони и хидрокси група су нуклеофили и могу деловати као катализатори у органској хемији.
Многе неорганске материје које у свом називу носе реч „хидроксид” нису јонска једињења хидроксидног јона, већ ковалентна једињења која садрже хидрокси групе.

## Хидроксидни јон
Хидроксидни јон је природни део воде, због реакције самојонизације у којој његов комплемент, хидронијум, прима водоник:
H3O+ + OH− ⇌ 2H2O
Константа равнотеже за ову реакцију, дефинисана као
Kw = [H+][OH−]  има вредност од 10−14 на 25 °C, тако да је концентрација хидроксидних јона у чистој води близо 10−7 −3, да би се задовољило ограничење једнаког набоја. pH вредност раствора је једнака са децималним кологаритмом концентрације водоничних катјона;  вредност чисте воде је 7 на собној температури. Концентрација хидроксидних јона се може изразити као функција , која је (14 − pH), тако да је pOH чисте воде такође једнак 7. Додатак базе у воду редукује концентрацију водоничних јона и стога се повећава концентрација хидроксидних јона (повећава се pH, и смањује pOH) чак и ако сама база не садржи хидроксид. На пример, раствори амонијака имају pH вредност већу од 7 услед реакције  ⇌ NH+
4, којом се смањује концентрација водоничних катјона, што доводи до повећања концентрације хидроксидних јона. pOH се може одржавати на скоро константној вредности помоћу разних пуферских раствора.
У воденом раствору хидроксидни јон је база у Бренстед–Лауријевом смислу јер може да прими протон од Бренстед–Лауријеве киселине и да формира молекул воде. Он исто тако може да делује као Луисова база донирајући електронски пар Луисовој киселини. У воденом раствору су водоникови и хидроксилни јони снажно растворени, са водоничним везама између атома кисеоника и водоника. Бихидроксидни јон H
3O−
2 је окарактерисано у чврстом стању. Ово једињење је центросиметрично и има веома кратку водоничну везу (114,5 ) која је сличне дужине као у бифлуоридном јону HF−
2 (114 ). У воденом раствору хидроксидни јон формира снажне водоничне везе са молекулама воде. Последица тога је да концентровани раствор натријум хидроксида има високу вискозност услед стварања проширене мреже водоничних веза као у растворима флуороводоника.
У раствору, изложеном ваздуху, хидроксидни јон брзо реагује са атмосферским угљен-диоксидом, који делује као киселина, те се иницијално формира бикарбонатни јон.
 ⇌ HCO−
3
Константа равнотеже за ову реакцију може да буде наведена било као реакција са раствореним угљен диоксидом или као реакција са гасовитим угљен диоксидом (погледајте угљену киселину за вредности и детаље). На неутралној и киселим pH вредностима, реакција је спора, али је катализује ензим карбонатна дехидратаза, који ефективно ствара хидроксидне јоне у свом активном месту.
Раствори који садрже хидроксидне јоне нападају стакло. У овом случају силикати у стаклу делују као киселине. Базни хидроксиди, били чврсти или растворени, чувају се у херметички затвореним пластичним посудама.
Хидроксидни јон може да функционише као типичан лиганд који донира електронски пар, формирајући такве комплексе као што је тетрахидроксоалуминат/тетрахидроксидоалуминат [4]−. Такође се често налази у комплексима мешовитих лиганда типа [MLx(OH)y]z+, где је L лиганд. Хидроксидни јон често служи као премошћавајући лиганд, донирајући један пар електрона сваком од атома који се премошћавају. Као што илуструје јон [2()]3+, метални хидроксиди се често пишу у поједностављеном формату. Хидроксид чак може да делује и као донатор 3 пара електрона, као у тетрамеру [3()]4.
Када су везани за метални центар са снажним повлачењем електрона, хидроксидни лиганди имају тенденцију да се јонизују у оксидне лиганде. На пример, бихроматни јон [HCrO4]− се дисоцира у складу са
 са  од око 5,9.

### Вибрациони спектри
Инфрацрвени спектри једињења која садрже –OH функционалну групу имају јак апсорпциони опсег у региону центрираном око 3500 −1. Висока фреквенција молекулских вибрација последица је мале масе атома водоника у поређењу са масом атома кисеоника, што релативно лако открива хидроксилне групе помоћу инфрацрвене спектроскопије. Трака услед OH групе је обично оштра. Међутим, ширина опсега се повећава када OH група учествује у везивању водоника. Молекул воде има HOH савијајући мод на око 1600 −1, тако да се одсуство овог опсега може користи за разликовање ОХ групе од молекула воде.
Када је OH група везана за метални јон у координационом комплексу, може се уочити режим савијања . На пример, у [6]2− опсег се јавља на 1065 cm−1. Мод савијања за премошћавајући хидроксид има тенденцију појављивања на нижој фреквенцији, као у [(бипиридин)Cu(OH)2Cu(бипиридин)]2+ (955 cm−1). M−OH вибрације истезања се јављају испод 600 cm−1. На пример, тетраедарски јон [4]2− има опсеге на 470 −1 (Раман-активан, поларизован) и 420 cm−1 (инфрацрвени). Исти јон има (HO)–Zn–(OH) вибрацију савијања на 300 cm−1.

## Примене
Раствори натријум хидроксида, такође познати као лужина и каустична сода, користе се у производњи пулпе и папира, текстила, питке воде, сапуна и детерџената и као средство за чишћење одвода. Светска производња у 2004. години је била приближно 60 милиона тона. Главни начин производње је хлоралкални поступак.
Раствори који садрже хидроксидни јон настају када се со слабе киселине раствара у води. Натријум карбонат се користи као алкалија, на пример, захваљујући реакцији хидролизе
CO2−
3 +  ⇌ HCO−
3 + −       (= 10,33 на 25 °C и нулта јонска јачина)
Иако је базна јачина раствора натријум карбоната нижа од концентрованог раствора натријум хидроксида, његова предност је што је чврста супстанца. Натријум карбонат се такође производи у огромним размерама (42 милиона тона у 2005. години) Солвејевим поступком. Пример употребе натријум карбоната као алкалије је када сода за прање (друго име за натријум карбонат) делује на нерастворљиве естере, попут триглицерида, широко познате као масти, да их хидролизује и учини растворљивим.
Боксит, базни хидроксид алуминијума, главна је руда од које се производи метал. Слично томе, гетит (α-FeO(OH)) и лепидокрокит (γ-FeO(OH)), базни хидроксиди гвожђа, су међу главним рудама које се користе за производњу металног гвожђа. Постоји и низ других употреба.

## Преглед хидроксида
- Хидроксиди метала 1. групе хемијских елемената: , , , , . Ови хидроксиди су веома јаке базе који одлично растварају у води. Ова једињења су хемијски веома реактивна. Дисосују на јон метала и анјон OH-
- Хидроксиди метала 2. групе хемијских елемената без берилијума: , ,  и . Ова једињења су доста јаке базе, али се не растварају баш најбоље у води.
- Амфотерни хидроксиди: , , , , . Ови хидроксиди се лоше растварају у води. У киселој средини дисосују на јон метала и на анјоне . У базној средини на анјон  и на катјоне .

Карактер хидроксида зависи од везе. Уколико је јака јонска веза добијају се хидроксиди који у потпуности дисосују на јоне . Уколико је веза више ковалентна хидроксид има амфотерне особине.